# 256
 Тази статия е за 256-ата година от новата ера.  За числото 256 вижте 256 (число).  

## Родени
- 250/256 г. – Арий, египетски теолог († 336 г.)